# Južni Alpi
Južni Alpi / Kā Tiritiri o te Moana je planinski masiv koji se proteže većim delom dužine novozelandskog Južnog Ostrva, dostižući svoja najveća uzvišenja blizu zapadne strane lanca. Naziv „Južni Alpi” generalno se odnosi na čitav lanac, iako su zasebna imena data mnogim manjim lancima koji čine njegov deo.
Lanac uključuje Glavnu podelu Južnog ostrva, koja razdvaja vodne slivove gušće naseljene istočne strane ostrva od onih na zapadnoj obali. Politički, Glavna podela čini granicu između regiona Marlboro, Kenterberi i Otago na jugoistoku i regiona Tasman i Zapadna obala na severozapadu.

## Geografija
Južni Alpi se prostiru približno 500 km od severoistoka do jugozapada. Njegov najviši vrh je Aoraki / Maunt Kuk, najviša tačka na Novom Zelandu sa 3.724 m (12.218 ft). Južni Alpi uključuju šesnaest drugih tačaka koje premašuju 3.000 m (9.800 ft) visine (pogledajte NZ planine po visini). Planinski lanci su prepolovljeni ledničkim dolinama, od kojih su mnoge ispunjene ledničkim jezerima na istočnoj strani, uključujući jezero Kolridž na severu i jezera Vakatipu u Otagu na jugu. Prema popisu sprovedenom krajem 1970-ih, Južni Alpi su sadržali preko 3.000 glečera većih od jednog hektara, od kojih je najduži - glečer Tasman - dužine 23,5 km (14,6 mi) koji se povukao od nedavnog maksimuma od 29 km (18 mi) tokom 1960-ih.
Naselja uključuju Maruja Springs, banju u blizini prevoja Luis, grada Arturov Pas i sela Maunt Kuk.
Glavni prelazi Južnih Alpa u putnoj mreži Novog Zelanda uključuju prevoj Luis (SH7), Arturov prevoj (SH73), provoj Hast (SH6) i put ka Milford Saundu (SH94).
Južne Alpe imenovao je kapetan Kuk 23. marta 1770, koji je opisao njihovu „čudesnu visinu”. Prethodno ih je zabeležio Abel Tasman 1642. godine, čiji se opis zapadne obale Južnog ostrva često prevodi kao „zemlja uzdignuta visoko”. Nakon usvajanja Zakona o rešavanju potraživanja Ngaj Tahu iz 1998. godine, naziv područja je službeno promenjen u Južni Alpi / Ka Tiritiri o te Moana.

### Klima
Novi Zeland ima vlažnu pomorsku, umerenu klimu, a Južni Alpi leže okomito na pretežni zapadni protok vazduha. Godišnje padavine se u velikoj meri razlikuju u rasponu, od 3.000 mm (120 in) na Zapadnoj obali, 15.000 mm (590 in) blizu Glavne podele, do 1.000 mm (39 in) 30 km (19 mi)) istočno od Glavne podele. Ova velika količina padavina pomaže rastu glečera iznad snežne linije. Veliki glečeri i snežna polja mogu se naći zapadno od ili na Glavnoj podeli, sa manjim glečerima dalje na istoku (pogledajte glačere Novog Zelanda).
Zbog svoje orijentacije okomito na pretežno zapadne vetrove, venac stvara odlične uslove za letove jedriličarskih pilota. Grad Omarama, u zavetrini planina, stekao je međunarodnu reputaciju zbog svojih jedriličarskih uslova. Preovlađujući zapadnjaci takođe stvaraju vremenski obrazac poznat kao Severozapadni luk, Norvester, u kojem vlažni vazduh biva potisnut preko planina, formirajući oblačni luk na inače plavom nebu. Ovaj vremenski obrazac je često vidljiv leti preko Kenterberija i Severnog Otaga. Norvester je fenski vetar sličan Činuku u Kanadi, gde planinski lanci na putu preovlađujućih vlagom zasićenih vetrovima potiskuju vazduh nagore, hladeći vazduh i kondenzujući vlagu u kišu, stvarajući vruće suve vetrove u silaznom vazdušnim zavetrinama planina.

## Geologija
Južni Alpi leže duž geološke granice ploča, dela Vatrenog pojasa Pacifika, sa Tihookeanskom pločom na jugoistoku koja se potiskuje prema zapadu i sudara sa severozapadnom Indo-australijskom pločom koja se kreće prema severu. Tokom poslednjih 45 miliona godina, sudar je izdigao 20 kilometara sloja stena na Tihookeanskoj ploči da bi se formirali Alpi, iako je veći deo toga erodiran. Podizanje je bilo najbrže tokom poslednjih 5 miliona godina, a planine se i danas podižu tektonskim pritiskom, uzrokujući zemljotrese na Alpskom rasedu i drugim obližnjim rasedima. Uprkos značajnom usponu, većina relativnog kretanja duž Alpskog raseda je poprečna, a ne vertikalna. Međutim, značajno proklizavanje se dešava na granici ploče severno i istočno od Severnog ostrva, u Hikurangi rovu i Kermadek rovu. Prenos kretanja sa udarnog klizanja na Alpskom rasedu na pomično klizno kretanje u ovim zonama subdukcije na severu stvara Marlboro rasedni sistem, što je rezultiralo značajnim usponom u regionu.
Godine 2017, veliki međunarodni tim naučnika izvestio je da je ispod Vataroe, malog mesta na Alpskom rasedu, otkrivena „ekstremnu” hidrotermalnu aktivnost koja „može biti komercijalno veoma značajna”.

## Literatura
- „Aoraki / Mount Cook National Park Management Plan 2004” (PDF). Department of Conservation. Архивирано из оригинала (PDF) 14. 06. 2007. г. Приступљено 9. 5. 2007.
- „Hooker Valley Track”. Tourism New Zealand. Приступљено 30. 8. 2016.
- Mike Yardley (26. 8. 2016). „Alpine Highs in Aoraki/Mt.Cook”. Newstalk ZB. Архивирано из оригинала 19. 11. 2018. г. Приступљено 31. 8. 2016.
- „Aoraki / Mount Cook, Canterbury – NZ Topo Map”. NZ Topo Map. Land Information New Zealand. Приступљено 25. 8. 2016.
- „Lake Matheson Walk”. Department of Conservation. Приступљено 9. 9. 2016.
- „Aoraki / Mount Cook Education Resource” (PDF). Department of Conservation. 2010. стр. 16. Приступљено 13. 9. 2016.
- Te Maire Tau (21. 12. 2006). „Ngāi Tahu – Aoraki – Te Ara: The Encyclopedia of New Zealand”. Ministry for Culture and Heritage / Te Manatū Taonga. Приступљено 8. 5. 2007.
- „Māori Dictionary Online”. Maoridictionary.co.nz. Приступљено 22. 7. 2016.
- John Wilson (21. 12. 2006). „European discovery of New Zealand – Abel Tasman – Te Ara: The Encyclopedia of New Zealand”. Ministry for Culture and Heritage / Te Manatū Taonga. Приступљено 8. 5. 2007.
- „European discovery of New Zealand – Abel Tasman”. Te Ara – The Encyclopedia of New Zealand. 9. 12. 2015. Приступљено 22. 7. 2016.
- James Cook (1728—1779). „Captain Cook's Journal During the First Voyage Round the World”. стр. Sunday, 18 March 1770. Архивирано из оригинала 16. 4. 2007. г. Приступљено 9. 5. 2007.

## Spoljašnje veze
- „The Exploration of the Southern Alps (from 1940 book)”. NZETC.